# Língua car
Car é a mais falada das línguas Nicobaresas das Ilhas Nicobar da Índia. São cerca de 37 mil seus falantes.
Embora relacionada de forma distante com  Vietnamita e  Khmer, é tipologicamente muito mais similar às Línguas austronésias próximas, como  Nias e Achém, com as quais qual forma uma área linguística.

## Gramática
Car é uma língua com ordem de palavras Verbo – objeto – sujeito (VOS) e ligeiramente aglutinante
]]. Tem um sistema de sufixos verbais bastante complicado com alguns infixos, bem como casos genitivos e "interrogativos" distintos para substantivos e pronomes.

## Escrita
A língua Car usa uma forma do alfabeto latino sem as letras B, E, G. J, Q, W, X, Z; Usam-se as formas Pū, Ṛ, Ṅ, Ng, Ny, Ch. As vogais usam uma ampla faixa de diacríticos.

## Fonologia

### Consoantes
|             | Labial | Alveolar/ Retroflexa | Palatal | Velar | Glotal |
| ----------- | ------ | -------------------- | ------- | ----- | ------ |
| Plosiva     | p      | t                    | c       | k     | ʔ      |
| Nasal       | m      | n                    | ɲ       | ŋ     |        |
| Fricativa   | f v    | s                    |         |       | h      |
| Vibrante    |        | ɾ ɽ                  |         |       |        |
| Aproximante |        | l                    | j       |       |        |

- A vibrante alveolar normalmente pode ser pré-oclusiva. Antes de uma consoante surda, sua pré-articulação é surda como [ᵗɾ], e em outros locais é sonora [ᵈɾ].

### Vogais
|              | Anterior | Central | Posterior |
| ------------ | -------- | ------- | --------- |
| Fechada      | i        | ɨ       | u         |
| Meio Fechada | e        | ɤ       | o         |
| Medial       | ɛ        | ə       | ɔ         |
| Aberta       | (æ)      | a       |           |

- / æ / ocorre apenas devido à ocorrência de empréstimos da língua inglesa.
- Os sons vocálicos também são tipicamente curtos quando ocorrem antes de um / h /.[4]

## Amostra de texto
1.	Mi-im raneh An ngam Ṙô; hol ngam Tēv An ngam Ṙô; Tēv An inrē ngam Ṙô.
2.	Anga-aṅ mi-im raneh, nö hol ngam Tēv
3.	Vahīlö Ò në taṙòkhöre chehen; öt hĕng hang, töt vahīlö Ò, nö i në tövīlöngö.
4.	In Ò an ngam nômö; ngam nômö nö Hanātö tarik.
5.	Yang ngam Hanātö nö el sinngūlö; ngaich ngam sinngūlö, nö öt kô tö e.
Português
1. No princípio era o Verbo, e o Verbo estava com Deus, e o Verbo era Deus.
2. O mesmo foi no princípio com Deus.
3. Todas as coisas foram feitas por ele; e sem ele nada do que foi feito se fez.
4. Nele estava a vida; e a vida era a luz dos homens.
5. E a luz brilha nas trevas; e a escuridão não a compreendeu.

## References
1. ↑  Cysouw, Michael; Quantitative explorations of the world-wide distribution of rare characteristics, or: the exceptionality of north-western European languages Arquivado em 2009-05-14 no Wayback Machine; pp. 11-12
2. ↑  WALS: Nicobarese
3. ↑  Whitehead, Rev. G.; Dictionary of the Car (Nicobarese) language; published 1925 by American Baptist Mission Press; pp. xxvi-xxxii
4. ↑  Sidwell, Paul (2015). Car Nicobarese. The Handbook of Austroasiatic Languages: Leiden: Brill. pp. 1231–1240
5. ↑  GB BIble
6. ↑  John 1:1-5